# Убалдо Фиљол
Убалдо Матилдо Фиљол (рођен 21. јула 1950), познат по надимку ел Пато (на српском: "Патка"), аргентински је фудбалски тренер и бивши голман. Учествовао је са репрезентацијом Аргентине на светским првенствима у фудбалу 1974, 1978 (где је освојио шампионат са репрезентацијом и проглашен за најбољег голмана турнира) и 1982. Играо је и у јужноамеричким квалификацијама за Светски куп 1986. године, али на крају није изабран за коначни тим који је отишао на светско првенство (и победио). Обично се сматра једним од највећих голмана, а исто тако га сматрају најбољим аргентинским голманом икад.